# Sansevieria arborescens
Espèce
Classification APG III (2009)
Sansevieria arborescens, également appelée Dracaena arborescens, est une espèce de plantes de la famille des Liliaceae et du genre Sansevieria. 

## Description
Plante succulente, Sansevieria arborescens est une espèce de sansevières de courtes et moyennes feuilles (15 à 22 cm de longueur et 3 à 6 cm de largeur), assez épaisses (6 mm) et lisses, avec un léger sillon central, de couleur vert-clair avec des bords brunâtres à rougeâtres,. Elles poussent directement depuis leur rhyzome caulescent, de 2 cm de diamètre, qui forme une pseudo-tige pouvant atteindre 150 cm, avec les feuilles disposées en spirales autour d'elle. Les inflorescences mesurent jusqu'à 50 cm de longueur, sont paniculées avec trois à quatre fleurs.
Découverte à la fin du XIXe siècle par le botaniste français Marie Maxime Cornu, elle a été formellement identifiée comme espèce à part entière en 1903 par les botanistes français Joseph Gérôme et Oscar Labroy.
L'espèce a été fréquemment et longtemps confondue avec Sansevieria bagamoyensis, Sansevieria dumetescens et surtout Sansevieria ascendens. Par aileurs, Sansevieria powellii est possiblement un hybride entre Sansevieria arborescens et Sansevieria robusta.

## Distribution et habitat
L'espèce est originaire de l'Afrique de l'Est, présente au sud-est du Kenya et à l'est de la Tanzanie où elle a été identifiée. Elle pousse dans les forêts côtières persistantes et dans la brousse non aride, entre 0 et 600 m d'altitude,.

## Synonymes
L'espèce présente des synonymes, :
- Sansevieria zanzibarica (Gérôme & Labroy, 1903)
- Dracaena arborescens (Cornu, ex Gérôme & Labroy, 1903 ; Byng & Christenh., 2018)